# Jallanges
Jallanges ist eine französische Gemeinde mit 309 Einwohnern (1. Januar 2022) im Département Côte-d’Or in der Region Bourgogne-Franche-Comté. Sie gehört zum Arrondissement Beaune und zum Kommunalverband Rives de Saône. Die Bewohner nennen sich Jallangeois.

## Geografie
Die Gemeinde Jallanges liegt am linken Ufer der mittleren Saône, 27 Kilometer östlich von Beaune und etwa 42 Kilometer südlich der Großstadt Dijon auf etwa 180 m über dem Meer. Das 7,48 km² umfassende Gemeindegebiet reicht im Südosten bis an die Grenze zum Département Saône-et-Loire. Der Saône-Nebenfluss Raie de Saint-Georges markiert die südliche, die Roye die nördliche Gemeindegrenze. Im Osten der Gemeinde hat Jallanges Anteile am Waldgebiet Forêt Domaniale de Pourlans. Im Südosten befindet sich eine Kette von aufgestauten Weihern (Étang des Greubes, Étang Benjamin, Étang Saint-Georges). Mit der Kleinstadt Seurre ist Jallanges fast zusammengewachsen, getrennt nur durch einen Bachlauf und ein Gewerbegebiet. Außer dem Dorf Jallanges umfasst die Gemeinde noch das Dorf Les Ormes und den Weiler Ferme de Saint-Georges.
Nachbargemeinden von Jallanges sind Seurre im Norden, Lanthes im Osten, Clux-Villeneuve im Südosten, Trugny im Süden sowie Labergement-lès-Seurre im Westen.

## Geschichte
Der älteste überlieferte Name des Dorfes ist Joulanges aus dem Jahr 1294.
Jallanges wurde von den Einwohnern von Seurre gebaut, Als die Bewohner des nördlich angrenzen Dorfes im 10. Jahrhundert den Ort verlassen mussten, bauten sie nur wenige hundert Meter südlich Jallanges auf. Sie ließen sich im heutigen Weiler Saint-Georges rund um ein Schloss und eine Kirche nieder. Ab dem 11. Jahrhundert gehörte Saint-Georges den Grafen von Viemme. Schloss und Kirche in Saint-Georges wurden von diesen erbaut. Die Kirche wurde ab 1340 von den Augustinern betreut. Der Ort wurde 1549 vom Herzog von Guise teilweise abgerissen, das Material wurde für die Befestigung von Seurre verwendet. Das von den Augustinern wieder aufgebaute Kloster wurde 1597 von einem Capitaine Lafortune niedergebrannt, der nur die Kapelle verschonte. Die Mönche mussten St. George spätestens nach den Kriegen der Fronde gaben die letzten Mönche Saint-Georg auf.
Im Jahr 1888 bildete Saint-Georges mit nur sieben Haushalten einen Teil der Gemeinde Jallanges.
Der erste Hopfentrockner von Jallanges wurde 1870 erbaut und in den frühen 2000er Jahren durch einen Brand zerstört. Bis 1950 wurden jährlich etwa 30 Hektar Hopfen verarbeitet. Nach dem Auftreten einer Hopfen-Spätfäule im Jahr 1929 nahm die Produktion drastisch ab; die zunehmenden Kosten für die Mechanisierung und das Aufkommen neuer europäischer Hersteller brachte die Hopfenverarbeitung ganz zum Erliegen.
Heute hat Jallanges weder Kirche noch Kapelle und keinen Friedhof. Im Juni 1989 wurde mangels Nachwuchs die Dorfschule geschlossen.

### Bevölkerungsentwicklung
| Jahr      | 1962 | 1968 | 1975 | 1982 | 1990 | 1999 | 2006 | 2012 | 2021 |
| Einwohner | 325  | 262  | 306  | 323  | 285  | 261  | 311  | 338  | 309  |

Im Jahr 1841 wurde mit 591 Bewohnern die bisher höchste Einwohnerzahl ermittelt. Die Zahlen basieren auf den Daten von cassini.ehess und INSEE.

## Wirtschaft und Infrastruktur
Mit noch zwei Landwirten im Haupterwerb in Jallanges ist die Landwirtschaft nicht mehr der früher dominierende Sektor. In der Gemeinde gibt es mehrere Immobilienbüros, eine Firma für Landschaftsgestaltung, eine Autowerkstatt, eine Gebäudereinigung, einen Fotokopierladen, eine Tischlerei, ein Ingenieurbüro sowie kleine Handwerks- und Handelsbetriebe. Einige Bewohner gehen ihrer Beschäftigung als Pendler in die umliegenden größeren Orte nach.
Jallanges ist gut an das überregionale Straßennetz angeschlossen. Fernstraßen verbinden die Gemeinde mit den Städten Beaune, Dijon, Dole und Chalon-sur-Saône. Der nächste Autobahnanschluss liegt vier Kilometer nordöstlich an der Autoroute A36.

## Belege
1. ↑  Kurzer Geschichtsabriss auf jallanges.fr (Memento des Originals vom 29. August 2018 im Internet Archive)  Info: Der Archivlink wurde automatisch eingesetzt und noch nicht geprüft. Bitte prüfe Original- und Archivlink gemäß Anleitung und entferne dann diesen Hinweis. (französisch)
2. ↑  Jallanges auf cassini.ehess
3. ↑  Jallanges auf INSEE
4. ↑  Betriebe in Jallanges auf annuaire-mairie.fr